# Cardenio
Cardenio of The History of Cardenio is een toneelstuk van William Shakespeare dat verloren is gegaan. Het stuk wordt toegeschreven aan William Shakespeare en John Fletcher in een Stationers' Register-vermelding van 1653.
Shakespeare-expert Brean Hammond, hoogleraar aan de Universiteit van Nottingham, verklaarde op 13 maart 2010 echter dat het 18e-eeuws toneelstuk Double Falsehood gebaseerd is op het verloren gegane Cardenio en duidelijk 'het DNA van Shakespeare' vertoont. Tot deze conclusie kwam hij na een onderzoek dat in 2002 begon. Tot dusverre werd het toneelstuk toegeschreven aan de 18e-eeuwse Britse toneelschrijver Lewis Theobald die zelf beweerde de auteur te zijn.
Het Nieuw Utrechts Toneel maakte in 2010 onder regie van Greg Nottrot Cardenio, rehabilitatie van een verloren Shakespeare, een reconstructie gebaseerd op Double Falsehood en The Second Maiden's Tragedy uit 1611, dat aan Thomas Middleton wordt toegeschreven.